# هارولد هيويت
هارولد هيويت (بالإنجليزية: Harold Hewitt)‏ هو موجه قوارب ‏ أسترالي، ولد في 2 سبتمبر 1938.

## وصلات خارجية
- هارولد هيويت على موقع الاتحاد الدولي للتجديف (الإنجليزية)
- هارولد هيويت على موقع اللجنة الأولمبية الدولية (الإنجليزية)
- هارولد هيويت على موقع أوليمبيديا (الإنجليزية)